# برند هولتسنباین
برند هولتسنباین (به آلمانی: Bernd Hölzenbein) زادهٔ ۹ مارس ۱۹۴۶ – درگذشتهٔ ۱۵ آوریل ۲۰۲۴) بازیکن فوتبال و مهاجم اهل آلمان بود که از سال ۱۹۷۳ میلادی عضو تیم ملی فوتبال آلمان بوده‌است. وی در ۴۰ بازی ملی حضور داشته است و آخرین بازی ملی خود را در سال ۱۹۷۸ میلادی انجام داد. برند هولتسنباین در بازی‌های ملی‌اش ۶ گل به ثمر رساند.